# St. Mariä Himmelfahrt (Düsseldorf-Flingern)

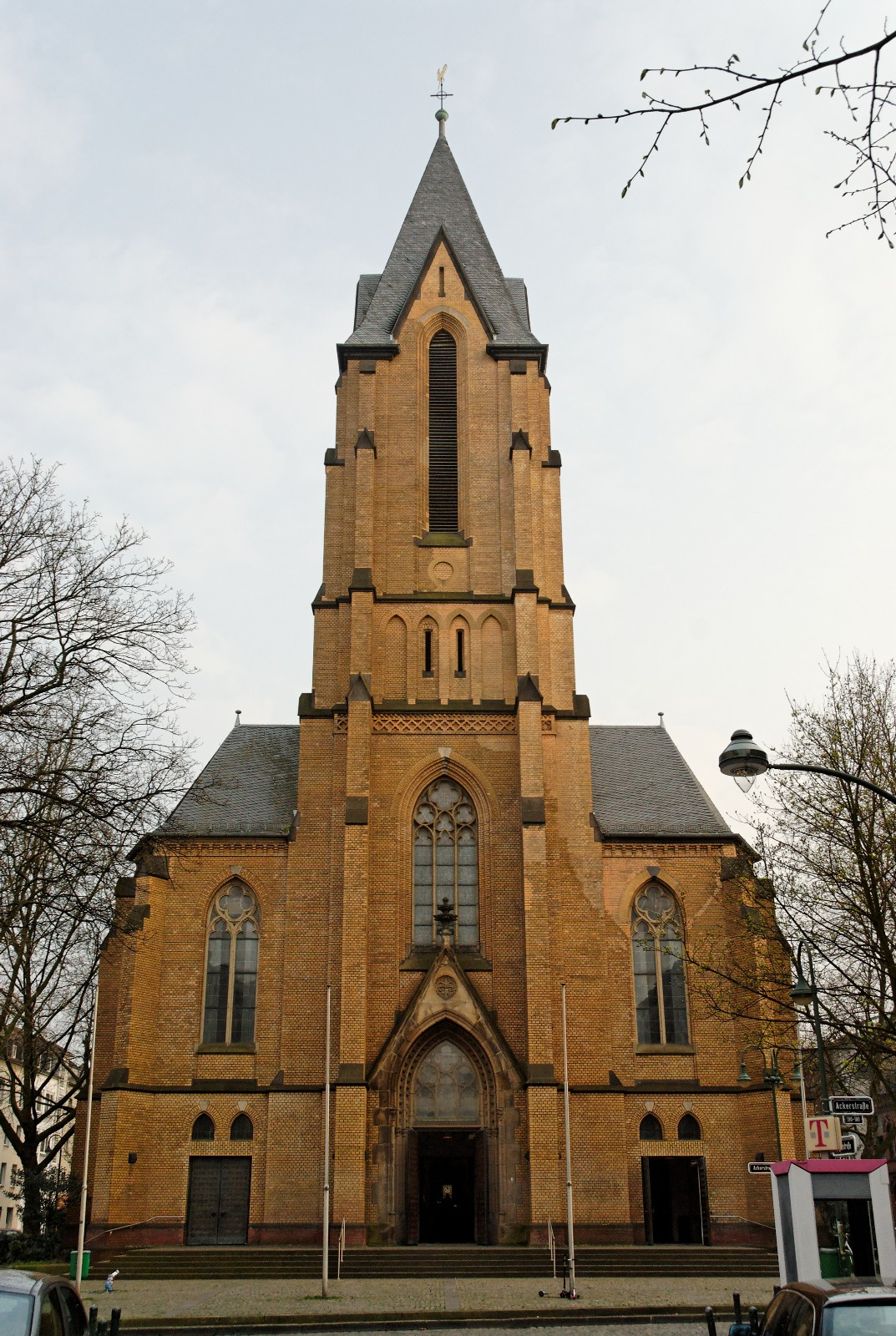
St. Mariä Himmelfahrt, 2009

Die Kirche St. Mariä Himmelfahrt – auch Liebfrauenkirche genannt – ist eine römisch-katholische Pfarrkirche im Düsseldorfer Stadtteil Flingern-Nord. Sie wurde nach Entwürfen des Architekten Caspar Clemens Pickel von 1890 bis 1892 erbaut. Die gleichnamige Pfarrei gehört zum Kirchengemeindeverband Flingern/Düsseltal.

## Geschichte

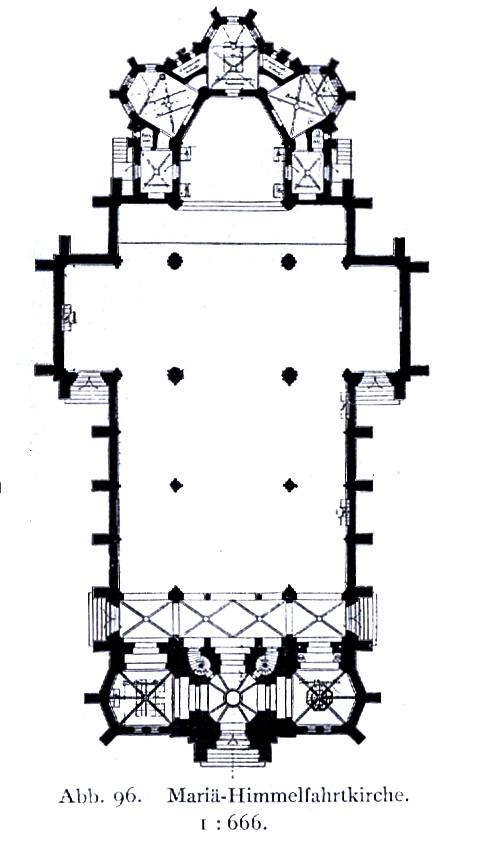
Grundriss

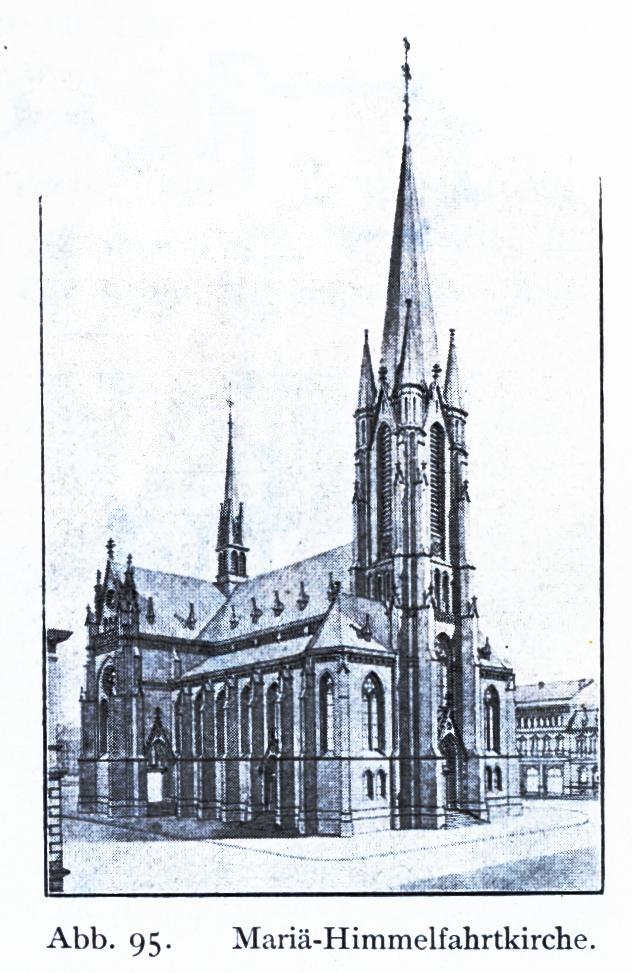
St. Mariä Himmelfahrt, 1904

Der Grundstein der Kirche wurde am 14. November 1890 gelegt. Die Kirche bietet über 2000 Menschen Platz und kostete 240.000 Mark. Die Einweihung war im Juni 1892. Im Zweiten Weltkrieg wurde die Kirche weitgehend zerstört, der Wiederaufbau dauerte von 1947 bis 1949. Von 1963 bis 1965 erfolgte die Neugestaltung des Innenraumes durch Gottfried Böhm. Die Kirche wurde mit Fenstern zeitgenössischer Glasmaler, z. B. von Hans Lünenborg, ausgestattet.

## Architektur

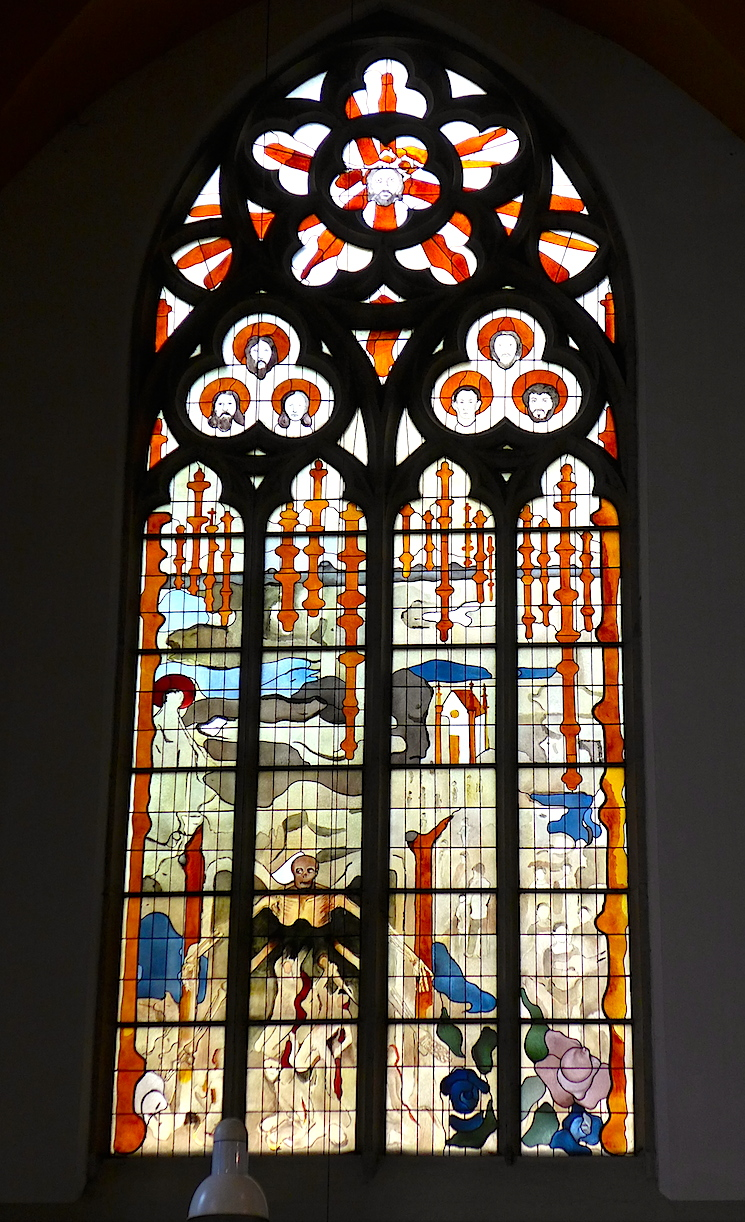
Fenster im Querschiff Endzeit von Hans Lünenborg (1979)

Die Kirche wurde als eine dreischiffige Hallenkirche mit Querschiffen auf einem kreuzförmigen Grundriss im Stil der Neugotik erbaut. Ihre Außenfassade wurde mit gelbem Klinker und Gliederungen in Haustein verblendet. In der Verlängerung des Langschiffs befindet sich der viereckige Glockenturm, der beim Wiederaufbau einen „stumpferen, pyramidalen Helm“ erhalten hat. Der Turm wird von zwei kapellenartigen Anbauten flankiert. Die so entstandene Gebäudefront ist etwas breiter als das Langhaus. Abgetreppte Strebepfeiler gliedern den gesamten Außenbau rhythmisch. Der Hauptchor ist hoch und polygonal. Um diesen zieht sich ein niedriger Kapellenkranz bis zu den geraden Seitenschiffabschlüssen. So entsteht die Form des Rechtecks.
Der Innenraum wurde durch Böhm stark verändert. Böhm öffnete die Mauern zwischen den an den Chor anschließenden Kapellen zu einem Kapellenkranz. Das Mittelschiff erhielt anstelle des ursprünglichen, neogotischen Kreuzgewölbes eine flache Stalaktitdecke.

## Orgel

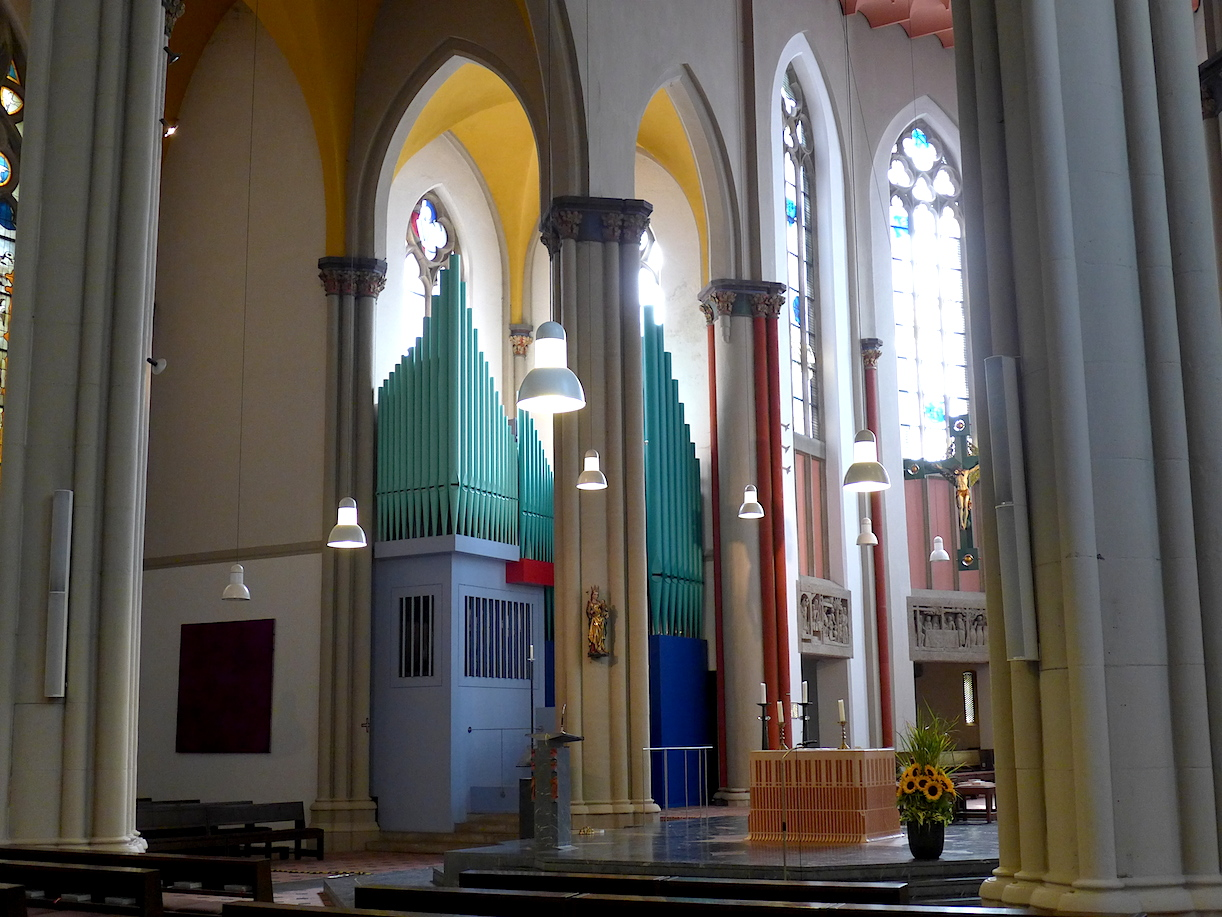
Blick auf den Altarraum mit Orgel

Die Orgel im Altarraum wurde 1967 für die Kirchengemeinde St. Vinzenz in Düsseldorf-Flingern von der Firma Kreienbrink mit 24 Registern auf zwei Manualwerken und Pedal erbaut. 2002 wurde das Instrument umgebaut und erweitert und in die Liebfrauenkirche übertragen. Neben dem Prinzipal 16‘ im Hauptwerk erhielt sie anstelle der Qunintade 8’ eine Gambe und der Dulcian 16’ wurde durch eine Oboe 8’ im selbigen ersetzt. Das Instrument verfügt seitdem über 27 Register auf zwei Manualwerken und Pedal.
| I Hauptwerk C–g3 |                    |        |
| 01.              | Prinzipal (ab E)   | 16′    |
| 02.              | Prinzipal          | 08′    |
| 03.              | Weidenpfeife       | 08′    |
| 04.              | Rohrflöte          | 08′    |
| 05.              | Oktave             | 04′    |
| 06.              | Traversflöte       | 04′    |
| 07.              | Quinte             | 02 ⁄3′ |
| 08.              | Oktave             | 02′    |
| 09.              | Mixtur IV-VI       | 01 ⁄3′ |
| 10.              | Silbermanntrompete | 08′    |

| II Schwellwerk C–g3 |                     |     |
| 11.                 | Gambe               | 08′ |
| 12.                 | Vox coelestis ab c° | 08′ |
| 13.                 | Holzdedackt         | 08′ |
| 14.                 | Prinzipal           | 04′ |
| 15.                 | Koppelflöte         | 04′ |
| 16.                 | Trichterpfeife      | 02′ |
| 17.                 | Sifflöte 1 ⁄3       |     |
| 18.                 | Sesquialter II      |     |
| 19.                 | Oboe                | 08′ |
|                     | Tremulant           |     |

| Pedalwerk C–f1 |              |     |
| 20.            | Prinzipal    | 16′ |
| 21.            | Subbass      | 16′ |
| 22.            | Oktavbass    | 08′ |
| 23.            | Gemshornbass | 08′ |
| 24.            | Choralbass   | 04′ |
| 25.            | Nachthorn    | 02′ |
| 26.            | Posaune      | 16′ |
| 27.            | Holztrompete | 08′ |

- Koppeln:

II/I (Normalkoppel, Suboktavkoppel und Superoktavkoppel),
II/II (Suboktavkoppel und Superoktavkoppel),
I/P, II/P, Superoktavkoppel II/P
(Superoktavkoppel),
2020 wurde das Instrument einer umfangreichen Reinigung und Sanierung unterzogen. Dabei wurden auch klangliche Veränderungen vorgenommen.
Auf dem Pfeifenstock der Mixtur 4fach im Schwellwerk wurde eine Vox coelestis 8‘ eingebaut. Ebenso erhielt das Schwellwerk Superoktavkoppeln, die sowohl an das Hauptwerk, als auch an das Pedalwerk zu koppeln sind. Im Rahmen der Sanierung wurde auch eine neue Setzeranlage installiert, die über 10.000 Speicherplätze für Registrierungen verfügt. Die Arbeiten wurden durch die Kevelaerer Orgelbaufirma Seifert durchgeführt.